# Центральна рада колишніх мусульман

Центральна рада колишніх мусульман

Центра́льна ра́да коли́шніх мусульма́н (нім. Zentralrat der Ex-Muslime) — асоціація нерелігійних осіб в Німеччині, які раніше були мусульманами або походять з ісламських країн. Має філії в Великій Британії і Скандинавії. Заснована 21 січня 2007 року. Дружня організація, «Центральний комітет колишніх мусульман», була відкрита в Нідерландах. Серед засновників — іранська комуністка і активістка боротьби за права людини та права жінок Міна Ахаді, турецький публіцист Арзу Токер та син іракського священика Нур Габбарі.

## Дивитись також
- Критика ісламу
- Апостасія